# レベルアップ (扇愛奈の曲)
レベルアップは扇愛奈の、3枚目のシングルである。

## 概要
アルバム『ニッポンの150cm』から半年振りの作品発表となった。2008年現在、今作を最後にシングルの発表はされていないが、2009年6月に久しぶりにリリースされることが発表された。
PVには女性お笑いコンビのハリセンボンが出演している。これは楽曲「レベルアップ」のタイトルにちなんで、今後「レベルアップ」する見込みのある若手芸人とのコラボレートを扇本人のリクエストによって実現させたものである。なお、PVは本作のCD-EXTRAデータとして収録されている。

## 収録曲
1. レベルアップ
  - 作詞・作曲：扇愛奈
  - テレビ東京系『スキバラ』2006年9月度エンディグテーマ
2. メガネロック
  - 作詞・作曲：扇愛奈
3. レベルアップ (Instrumental)
4. メガネロック (Instrumental)